# خط الأنابيب عبر المتوسط

الجزائر الممون الثالث بالغاز الطبيعي والبترول للإتحاد الأوروبي

خط الأنابيب عبر المتوسط(TransMed) (أو خط أنابيب غاز إنريكو ماتـِّيْ)، هو خط أنابيب غاز طبيعي من ولاية الأغواط بالجزائر عبر تونس إلى صقلية ثم إلى الأراضي الايطالية.و يوجد امتداد لخط أنابيب عبر المتوسط يقوم بتوصل الغاز من الجزائر إلى سلوفينيا.

## التاريخ
أقترح إنشاء خط أنابيب لتوصيل الغاز من الجزائر إلى إيطاليا في الستينات. وتم عمل دراسة جدوى مبدئية عام 1969 وتمت عملية مسح لمسار خط الأنابيب في عام 1970. في الفترة من 1974-1975، أجريت اختبارات تقنية لوضع أنابيب في البحر المتوسط. عام 1977، تم توقيع اتفاقية عرض المشروع وعملية نقل الغاز.
أنشئت أول مرحلة من خط الأنابيب فيما بين 1978-1983 والمرحلة الثانية في 1991-1994. وتم مضاعفة القدرة في عام 1994. عام 2000، تم تسمية خط أنابيب الغاز باسم إنريكو ميتيي.
في 28 فبراير 2010، تم الانتهاء من القسم الجديد 549 كيلو متر في بئر العاتر، تبسة، والتي كان من المتوقع أن تزيد طاقة النقل بنسبة 7 مليارات متر مكعب سنويا (250 مليار قدم مكعب سنويا).
في 1 أغسطس 2019، تم تجديد عقد اتفاق النقل عبر الأنبوب لمدة 10 سنوات ابتداءا من 1 أكتوبر 2019.

## المسار
يبدأ مسار خط الأنابيب من حقل حاسي الرمل في الجزائر لمسافة 550 كيلومتر حتى الحدود التونسية. في تونس، يمتد خط الأنابيب لمسافة 370 كيلومتر حتى الهوارية، في منطقة الرأس الطيب، وبعدها سوف يمتد لمسافة 155 (كيلومتر) حيث يصل إلى قناة صقلية. نقطة الإنزال الأرضية في مازر في صقلية. ومن هناك يستمر خط الأنابيب لمسافة 340 (كيلومتر) في صقلية، 15 كيلومتر عبر مضيق ميسينا و1,055 كيلومتر في الأراضي الايطالية إلى شمال إيطاليا ويمتد إلى سلوفينيا.

## الوصف الفني
القسم الجزائري يتكون من محطة ضغط وخطين بقطر (1,220 مم). القسم التونسي يتكون من محطتين ضغط وثلاثة أنابيب بقطر (1,220 مم) في عام 2007م، منحت شركة الانشاءات الايطالية سايبم عقد لإنشاء محطتين ضغط جديدتين وتجديد محطات الضغط القديمة مما يسمح بزيادة القدرة في القسم الجزائري بمقدار 6.5 مليار متر مكعب سنويا. وتتلقى تونس رسوم نقل بنسبة 5.25 — 6.75 بالمئة من حجم الغاز المنقول. ويتكون القسم البحري عبر خليج صقلية من ثلاث خطوط بقطر (510 مم) وخطين بقطر (660 مم). في إيطاليا، يتراوح قطر الأنبوبين بين (1,070 مم) و(1,220 مم).
القدرة الحالية لخط الأنابيب هي 30.2 مليار متر مكعب سنويا من الغاز الطبيعي (bcm). ويوجد خطة لرفع القدرة إلى 33.5 bcm بحلول 2012.

## المشغلون
تقوم بتشغيل القسم الجزائري شركة سوناطراك الحكومية. وفي تونس يملكه الشركة التونسيية لأنبوب الغاز العابر للبلاد التونسية (سوتوقات) ويشغله سيرغاز. القسم عبر قناة صقلية تشغله TMPC، وهي مشروع مشترك بين إني وسوناطراك. القسم الإيطالي يشغله فرع إني سنام ريت غاز.

## الأهمية الاقتصادية
تتلقى الدولة التونسية إتاوة تحدد بـ 5.25 % من كمية الغاز المنقول، تغطي هذه الحصة إلى جانب الشراء 66% من الاستهلاك الوطني التونسي سنة 2020.